# Maria Gràcia Bassa i Rocas
Maria Gracia Bassa y Rocas (Llofríu, 1883 - Buenos Aires, 1961), a menudo conocida con el nombre de Gracia B. de Llorenç, fue una poeta, periodista y traductora española. A lo largo de su vida utilizó diferentes nombres y seudónimos para firmar sus obras, como M. Gracia Bassa, María G. Bassa Rocas, Gracia o Gracieta Bassa de Llorens o Gracieta B. de Llorens, entre otros, aunque algunas de sus colaboraciones en revistas aparecieron sin firma. En buena parte de su obra, se reflejaba una crítica a la posguerra que se vivía en España.

## Biografía
Hija de Irene Rocas y Joan Bassa, fue maestra de Llofríu, donde abrió una escuela en la casa familiar, antes de casarse en 1907 con Joan Llorens y Carreras, un indiano de Pineda de Mar. En Llofríu, en su casa solariega de la familia Bassa Rocas, se han conservado unos grafitis sobre el yeso de las paredes del primer piso y de la buhardilla, donde Maria Gràcia y su hermano Florenci dejaron constancia de sus viajes. Acto seguido el matrimonio se trasladó a Argentina donde la familia Llorens se dedicó al comercio de lanas y pieles y donde en 1885 habían fundado una tienda en Trenque Lauquen, en la provincia de Buenos Aires, lugar donde vivió Maria Gràcia entre 1907 y el 1918. Tras un paréntesis de dos años en Cataluña, se instaló definitivamente en Buenos Aires.
Discípula y colaboradora de Rossend Serra y Campesino, se interesó por la lengua popular y el folclore y se dedicó a recoger prosas, poesías populares, dichos y refranes, actividad que mantuvo toda la vida incluso desde Argentina. Desde el 1910 fue colaboradora, como lo fue su madre Irene Rocas, del Diccionario catalán-valenciano-balear de Antoni Maria Alcover. Desde muy joven, colaboró en diversas publicaciones de Cataluña como La Crónica, de Palafrugell, o Feminal, de Barcelona y después, de Argentina como Cataluña en el Plata (1909) o El Correo de Cataluña (1912). Destacan especialmente sus colaboraciones en la revista en lengua catalana Ressorgiment (1916-1972) de Buenos Aires.  Publicó dos recopilaciones de poesía: Espacios de lejanía y Rama Florida y dejó inéditos diversos trabajos entre los que destaca Los caminos de la Pampa argentina, donde describió con detalle costumbres, personajes y paisajes de la Pampa de inicios del siglo XX.
Residió en La Pampa, donde en 1928 acogió a su casa a Francesc Macià. En este sentido, fue bastante activa en las actividades de los catalanes de América. 
En su poesía, se transmitía el recuerdo de Cataluña, la patria abandona. En gran parte de sus poemas realizó una crítica a la dureza de la posguerra española. Sus versos también le sirvieron de refugio literario para expresar su fe católica. En julio de 1939, escribió “Glossa” el primer poema que dedicó a la posguerra que se sufría en Cataluña, mostrando su tristeza por la situación histórica y por el abandono de su patria. Su poema  “Novembre” , escrito en noviembre de 1939, se trataba de una mitificación de los muertos de la guerra civil española.
Tuvo seis hijos: Joan, Maria Montserrat, Sara, Irene, Emília y Lluís Llorens Bassa. De estos, Joan Llorens Bassa fue el presidente del Casal de Cataluña en Buenos Aires y delegado de los Juegos Florales de la Lengua catalana en el exilio, junto a Santiago Rubió i Tudurí y Francesc Arnó. También dirigió durante muchos años el Consejo de la Colectividad Catalana de Argentina. Como su madre y sus hermanos Florenci y Serafí, Maria Gràcia Bassa fue simpatizante del esperanto como lengua auxiliar internacional.
Murió en la capital argentina en 1961. El fondo documental de la poetisa se encuentra en el Archivo Municipal de Palafrugell, junto con el resto de documentos de su familia.

## Reconocimientos
En 1906 ganó el premio de la Diputación en los Juegos Florales de Gerona. Al año siguiente, formó parte del jurado de los Juegos Florales de Olot. Ganó en varias ocasiones los Juegos Florales organizados por su hijo en América Latina.
El 27 de febrero de 2008 el Ayuntamiento de Palafrugell decidió dedicar una calle de Llofríu en su honor. 

## Obras
- Esplais de lejanía (1919)
- Rama florida (1933)
- Los caminos de la pampa argentina (1941) (inédito)

Poemas presentados en los Juegos Florales de Barcelona
- Invocación (1919)
- Eucarística (1919)
- Poema. ¡Te he seguido, Vida! (1931)
- Ecce Lignum Crucis! (1933)
- Oración (1934)